# Jean Guitton
Jean Marie Pierre Guitton [žán marí pjer giton] (18. srpna 1901 Saint-Étienne – 21. března 1999 Paříž) byl francouzský katolický filosof a spisovatel, člen Francouzské akademie a komandér Řádu čestné legie. Jako laik se podílel na přípravě Druhého vatikánského koncilu a výrazně se angažoval v ekumenickém hnutí.

## Život
Narodil se v konzervativní katolické rodině, jeho bratr se stal významným ekonomem. Studoval v St.-Étienne a v Paříži na slavném Lycée Louis-le-Grand, v letech 1920–1923 filosofii na École normale supérieure a roku 1933 získal doktorát prací o Augustinovi a Plótinovi. Učil na různých gymnáziích a od roku 1937 byl profesorem filosofie na univerzitě v Montpellier. Léta 1940–1945 strávil v zajateckém táboře v saské Hoyerswerdě. Po válce učil v Avignonu, od roku 1948 na univerzitě v Dijonu a v letech 1965–1968 přednášel dějiny filosofie na Sorbonně. Roku 1961 byl zvolen členem Francouzské akademie, roku 1987 členem Académie des sciences morales et politiques.

## Myšlení
Guitton byl podstatně ovlivněn svým učitelem H. Bergsonem, J. H. Newmanem, J. Maritainem a ze starších filosofů Aristotelem, Augustinem, Tomášem Akvinským a Blaise Pascalem. V mládí se setkal i s církevně odsouzeným zakladatelem modernismu A. Loisym a snažil se také, i když jinou cestou, zmírnit napětí mezi moderním světem a křesťanstvím, navázat dialog mezi vědou a náboženstvím. Proto s porozuměním přijal i odvážné dílo Teilharda de Chardin.
Svůj filosofický koncept shrnul Guitton pod názvem metarealismus, který charakterizoval třemi základními tezemi:
- Duch a hmota tvoří jednu a tutéž skutečnost;
- Tvůrce tohoto Vesmíru z hmoty a ducha jej sám přesahuje;
- Skutečnost tohoto Vesmíru „o sobě“ není poznatelná.[1]

Za protiklad svého názoru pokládal jednak materialismus, jednak panteistickou gnózi, která Vesmír pokládá za uzavřený a totální.

## Působení v katolické církvi
Už roku 1937 navštívil Guitton tehdejšího kardinála Pacelliho, pozdějšího papeže Pia XII. a přimlouval se za tehdy kritizovaného biblistu Lagrange. Po válce se v Paříži setkával s nunciem Angelo Roncallim, pozdějším papežem Janem XXIII., který mu zprostředkoval setkání s kardinálem Montinim, pozdějším papežem Pavlem VI., s nímž se Guitton trvale spřátelil. Stal se tak prvním laikem, který byl jako odborník přizván k přípravě Druhého vatikánského koncilu. Roku 1967 tak směl uveřejnit duchovní portrét papeže ještě za jeho života, čemuž se papežové dříve vyhýbali. Pěstoval živé ekumenické styky zejména s anglikány a roku 1988 se marně snažil přesvědčit konzervativního biskupa Lefevbra, s nímž se osobně znal, o pravověrnosti koncilu a rozmluvit mu další biskupská svěcení.

## Dílo
Jeho dílo je velmi rozsáhlé a zahrnuje více než 50 knih. Vedle vlastních myšlenkových konceptů, inspirovaných francouzským novotomismem, psal „paralelní portréty“ významných myslitelů (Newman a Renan, Pascal a Leibniz, Teilhard a Bergson, Claudel a Heidegger) a sám uveřejnil několik fiktivních „rozhovorů“ s historickými postavami.
Výběr spisů
- Le temps et l'eternité chez Plotin et Saint Augustin, (Čas a věčnost u Augustina a Plotina, 1933)
- Newman et Renan (1938)
- La Pensée de Alfred Loisy (Myšlení A. Loisyho, 1936)
- Le Problème de Jésus et le fondement du témoignage chrétien (Ježíšův problém a základ křesťanského svědectví, 1946)
- Développement des idées dans l'Ancien Testament (Vývoj myšlenek ve Starém Zákoně, 1947)
- Essai sur l'amour humain, (Esej o lidské lásce, 1948)
- Invitation à la pensée et à la vie, (Pozvání k myšlení a k životu, 1956)
- L'Église et l'Évangile, (Církev a evangeilum, 1959)
- L'Église et les laics, (Církev a laici, 1963)
- La pensée et la guerre, (Myšení a válka, 1969)
- Nouvel éloge de la philosophie, (Nová chvála filosofie, 1977)
- Silence sur l'essentiel, 1986 (česky: Mlčení o podstatném, 1992)
- Dieu et la science, 1991 (česky: Bůh a věda – k metarealismu, 1992)
- Mon testament philosophique, 1997 (Filosofická závěť, 2001)
- Le Livre de la sagesse et des vertus retrouvées, (Kniha moudrosti a znovu nalezených ctností, 1998)
- Oeuvres complètes (Sebrané spisy, 6 sv. 1978)

Česky a slovensky
- Bůh a věda – k metarealismu. Olomouc: Votobia 1992
- Dialógy s Pavlom VI. Řím: Slovenský ústav 2006
- Mlčení o podstatném. Brno: Petrov 1992
- Otevřené dopisy. Praha: Triáda 2011
- Portrét Marty Robinové. Hradec Králové: TMG 1991